# Shut Up and Drive
Shut Up and Drive – piosenka stworzona przez Carla Sturkena i Evana Rogersa na trzeci studyjny album Rihanny, Good Girl Gone Bad (2007). Automobilistyczne słowa piosenki nawiązują do oferty seksualnej. Piosenka została wydana jako singel w czerwcu 2007 roku w Ameryce Północnej. Utwór zadebiutował na miejscu 88. amerykańskiej listy przebojów Billboard Hot 100.

## Teledysk
Teledysk do singla reżyserowany był przez Anthony Mandler i nagrywany w Pradze (Czechy). Wideoklip miał premierę na stronie internetowej serwisu Yahoo! dnia 20 czerwca 2007.
Początek klipu ukazuje wokalistkę wraz z jej przyjaciółkami pracującymi w warsztacie samochodowym. Dziewczyny naprawiają samochody do momentu kiedy w tekście piosenki następuje wers „Shut Up and Drive”. Wtedy ukazują się dwa samochody przygotowujące się do wyścigu. Rihanna stoi na linii startu i flirtuje z kierowcami aut, którzy mają otwarte okna samochodowe. Potem artystka daje znak startu prowadzącym i rozpoczyna się wyścig; samochody znikają. Następnie ukazana jest Rihanna poruszająca się przy drabinie, a potem samochodzie. Podczas trwania teledysku wokalistka pojawia się śpiewająca ze swoim zespołem.

## Formaty i lista utworów singla
| Lp.                              | Tytuł                                        | Czas |
| -------------------------------- | -------------------------------------------- | ---- |
| Vinyl Picture Disc Singel        |                                              |      |
| 1.                               | "Shut Up and Drive" (The Wideboy’s Club Mix) | 6:34 |
| 2.                               | "Shut Up and Drive" (Radio Edit)             | 3:32 |
| 3.                               | "Shut Up and Drive" (Instrumental)           | 3:32 |
| UK CD Singel                     |                                              |      |
| 1.                               | "Shut Up and Drive" (Radio Edit)             | 3:32 |
| 2.                               | "Shut Up and Drive" (The Wideboy’s Club Mix) | 6:34 |
| Europejski CD Maxi-Singel        |                                              |      |
| 1.                               | "Shut Up and Drive" (Radio Edit)             | 3:32 |
| 2.                               | "Shut Up and Drive" (The Wideboy’s Club Mix) | 6:34 |
| 3.                               | "Shut Up and Drive" (Instrumental)           | 3:32 |
| X.                               | "Shut Up and Drive" (Video)                  |      |
| Niemiecki 2-Nagraniowy CD Singel |                                              |      |
| 1.                               | "Shut Up and Drive" (Radio Edit)             | 3:32 |
| 2.                               | "Haunted"                                    | 4:09 |

## Pozycje na listach i certyfikacje
„Shut Up and Drive” po raz pierwszy pojawił się na notowaniu Billboard Hot 100 oraz Kanada Hot 100 dnia 22 czerwca 2007 na pozycjach kolejno #88 i #85. Najwyższą pozycję jaką osiągnęły to #6 w Kanadzie oraz #15 w Stanach Zjednoczonych.
W Europie utwór stał się popularniejszy niż w Ameryce Północnej, zajmując pozycje #3 w Finlandii, #5 w Wielkiej Brytanii oraz Irlandii, #8 w Polsce i #9 w Holandii.
| Listy (2007)                                  | Najwyższa pozycja |
| --------------------------------------------- | ----------------- |
| Australia (ARIA)                              | 4                 |
| Austria (Ö3 Austria Top 40)                   | 31                |
| Belgia (Ultratop Flandria)                    | 9                 |
| Belgia (Ultratop Walonia)                     | 12                |
| Bułgaria (Singles Top 40)                     | 13                |
| Czechy (IFPI)                                 | 28                |
| Dania (Tracklisten)                           | 33                |
| European Hot 100 Singles                      | 16                |
| Finlandia (Suomen virallinen lista)           | 6                 |
| Holandia (Dutch Top 40)                       | 7                 |
| Irlandia (IRMA)                               | 5                 |
| Kanada (Canadian Hot 100)                     | 3                 |
| Niemcy (Media Control Charts)                 | 6                 |
| Norwegia (VG-lista)                           | 13                |
| Nowa Zelandia (RIANZ)                         | 12                |
| Portugalia (Singles Top 50)                   | 11                |
| Rosja (Russian Singles Chart)                 | 58                |
| Słowacja (IFPI)                               | 8                 |
| Stany Zjednoczone (Billboard Hot 100)         | 15                |
| Stany Zjednoczone (Hot Dance Club Songs)      | 1                 |
| Stany Zjednoczone (Pop Songs)                 | 11                |
| Świat (World Singles Top 40)                  | 11                |
| Szwecja (Sverigetopplistan)                   | 31                |
| Szwajcaria (Media Control AG)                 | 14                |
| Węgry (Rádiós Top 40)                         | 4                 |
| Węgry (Single Top 10)                         | 10                |
| Węgry (Dance Top 40)                          | 16                |
| Wielka Brytania (The Official Charts Company) | 5                 |
| Włochy (FIMI)                                 | 8                 |

### Certyfikacje
| Państwo           | Certyfikator | Certyfikacja |
| ----------------- | ------------ | ------------ |
| Australia         | ARIA         | Złoto        |
| Brazylia          | ABPD         | Platyna      |
| Stany Zjednoczone | RIAA         | Platyna      |